# Benjamin Mazar

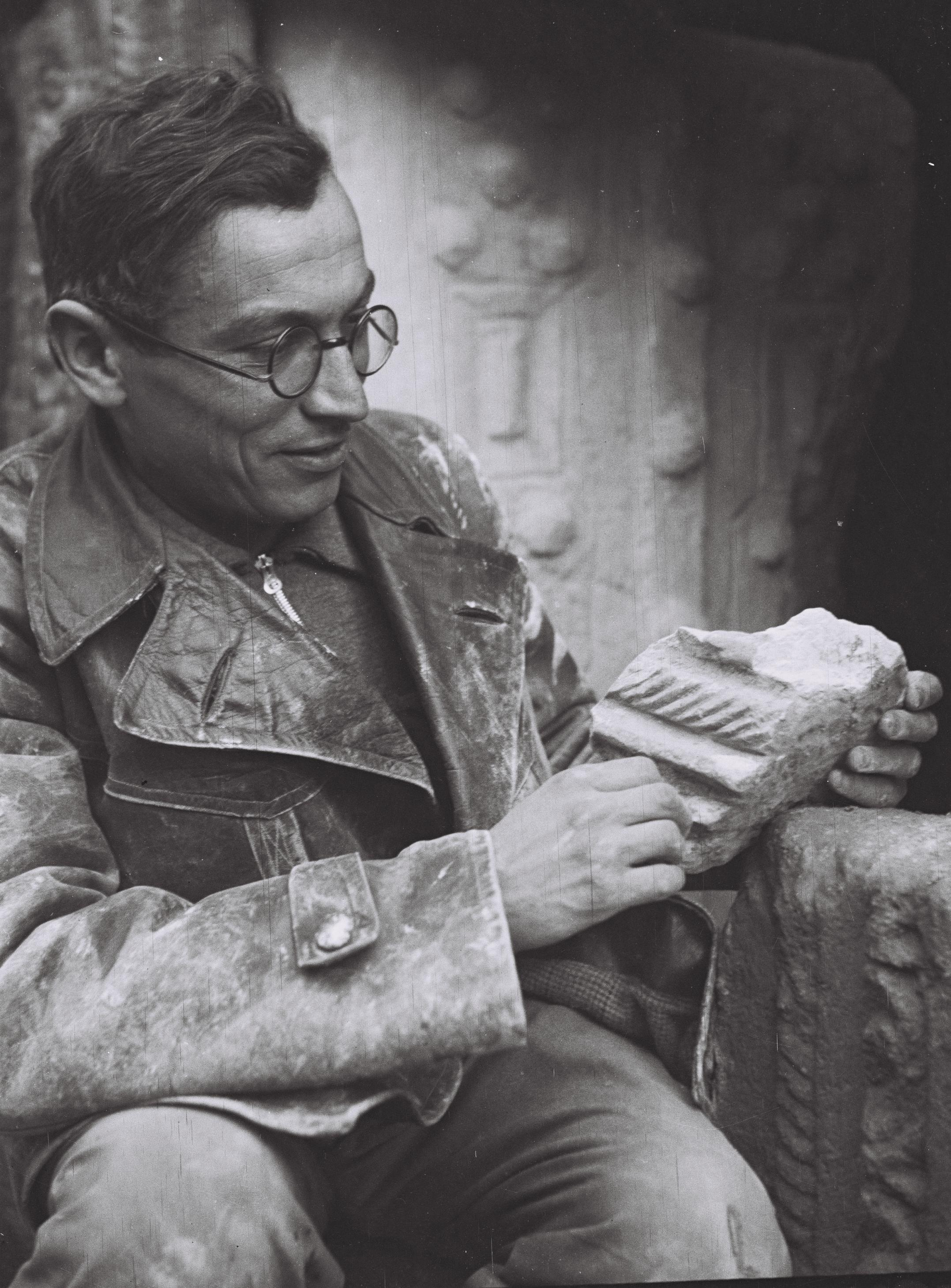
Benjamin Mazar (1936)

Benjamin Mazar, geboren als Binyamen Maisler, (Ciechanowiec, 28 juni 1906 - Jeruzalem, 9 september 1995) was een Israëlisch archeoloog. Hij was als professor verbonden aan de Hebreeuwse Universiteit van Jeruzalem.
Mazar werd geboren in Polen. Zijn opleiding tot archeoloog volgde hij in Duitsland, aan de universiteiten van Berlijn en Giessen. Hij was een van de studenten van William Albright. Op 23-jarige leeftijd emigreerde hij naar het Britse Mandaatgebied Palestina. In 1943 trad hij toe tot de faculteit archeologie aan de Hebreeuwse Universiteit van Jeruzalem.
Tussen 1951 en 1977 was Mazar professor Joodse Geschiedenis en de Archeologie van Palestina aan de (inmiddels van Oost- naar West-Jeruzalem verhuisde) Hebreeuwse Universiteit. In 1952 werd hij rector van de universiteit en het jaar daarop werd hij voor een periode van acht jaar de bestuursvoorzitter. Verder stond Mazar aan de basis van het Israëlische ministerie van oudheden en was hij vanaf 1959 voorzitter van de Israel Exploration Society.
Mazar heeft leiding gegeven aan verschillende opgravingen, waaronder die in Tel Qasile (1949-1951, 1956), Ein Gedi (1960-1967) en op de Tempelberg in Jeruzalem (1968-1978). Laatstgenoemde opgraving lag politiek gevoelig, omdat deze in het gebied ligt dat tijdens de Zesdaagse Oorlog veroverd is (1967). Mazar heeft meer dan 300 wetenschappelijke publicaties op zijn naam staan. In 1968 werd hij onderscheiden met de Israel Prize, de hoogste Israëlische cultuurprijs.
Mazar wist zijn passie voor archeologie aan de volgende generaties over te dragen. Zijn zoon Ori en vooral zijn kleindochter Eilat en zijn neef Amihai maakten naam als archeologen in Israël.
- Bibsys: 90329931
- Biblioteca Nacional de España: XX1041834
- Bibliothèque nationale de France: cb119880113 (data)
- Gemeinsame Normdatei: 123773687
- International Standard Name Identifier: 0000 0001 0934 8781
- Library of Congress Control Number: n50010314
- Nationale bibliotheek van Australië: 35337297
- Nationale Bibliotheek van Israël: 987007265128805171
- Nationale Bibliotheek van Polen: a0000002496696
- Nederlandse Thesaurus van Auteursnamen: 070945373
- Réseau des bibliothèques de Suisse occidentale: 02-A000112344
- LIBRIS: 195422
- SNAC: w6gq90j0
- Système universitaire de documentation: 027946592
- Trove: 916678
- Virtual International Authority File: 110670495
- WorldCat: E39PBJx4pftRcT6F8mJm8Frwmd